# Fresno, Kalifornija
Fresno je grad u američkoj saveznoj državi Kaliforniji. Godine 2009. imao je 500.017 stanovnika, čime je bio peti po brojnosti kalifornijski grad. Nalazi se u središnjoj Kaliforniji, u dolini San Joaquin, oko 330 km sjeverno od Los Angelesa i 260 km jugoistočno od San Francisca. Šire gradsko područje ima oko milijun stanovnika.
Ime grada na španjolskom znači "jasen" te se jasenov list nalazi na gradskoj zastavi.
Područje današnjeg Fresna nekad su nastanjivali Yokut Indijanci. Godine 1856. osnovan je okrug Fresno, a 1872. izgrađena je željeznička stanica Fresno Station, oko koje je kasnije nastalo naselje.
Fresno je sjedište istoimenog okruga i gospodarsko središte ovog dijela Kalifornije, s naglaskom na poljoprivrednu proizvodnju. Najbliži je veći grad nacionalnom parku Yosemite; leži oko 100 km južno od parka, te nacionalnom parku Kings Canyon.

## Vanjske poveznice
- Službena stranica (engl.)

### Ostali projekti
|  | Zajednički poslužitelj ima još gradiva o temi Fresno, Kalifornija |